# Лоренсана-и-Бутрон, Франсиско Антонио де
Франсиско Антонио де Лоренсана-и-Бутрон (исп. Francisco Antonio de Lorenzana y Butrón; 22 сентября 1722, Леон, Королевство Испания — 17 апреля 1804, Рим, Папская область) — испанский кардинал, доктор обоих прав. Епископ Пласенсии с 5 июня 1765 по 14 апреля 1766. Архиепископ Мехико с 14 апреля 1766 по 27 января 1772. Архиепископ Толедо и примас Испании с 27 января 1772 по 15 декабря 1800. Кардинал-священник с 30 марта 1789, с титулом церкви Санти-XII-Апостоли с 24 июля 1797 по 17 апреля 1804.